# Crucifix de bronze de Sant Antoni de Pàdua
El crucifix de bronze, és una escultura de Donatello situada a l'altar major de la basílica de Sant Antoni de Pàdua. Té una mida de 180 x 166 cm i va ser construïda entre 1444 i 1447.

## Història
L'obra va ser probablement el primer gran encàrrec de Donatello a Pàdua. La proposta li va ser molt atractiva per poder treballar amb la dificultat del bronze que va fer partir a Donatello de Florència a Pàdua el 1443.
Es coneix la història del projecte: el 1444 va adquirir la cera per realitzar el model, el 1449 es va pagar l'últim pagament de l'artista i el 1467 l'obra va ser exposada a la basílica. El crucifix no va ser probablement executat per a la seva col·locació a l'altar major, ja que es va afegir força anys més tard. Es creu que la seva ubicació inicial era per al centre del cor que es va construir per la mateixa època.
L'escultura va ser molt apreciada, per la qual cosa, des del 1446, els comitents van decidir d'encarregar-li un treball més important a Donatello, la realització de l'altar major, al qual va estar llaurant fins al 1450.

## Descripció
L'únic treball en bronze, fos per l'artista d'aquesta magnitud fins aquest moment havia estat el Sant Lluís, de 1423-1425 per a Orsanmichele. Donatello originàriament havia creat una figura nua, potser amb un perizoma tèxtil, però a l'època del barroc se li va afegir un pany de puresa de bronze.
La figura de Crist està modelada amb gran atenció a l'anatomia, les proporcions i la intensitat d'expressió, amb una talla efectuada amb un greu tall on s'aprecia la perfecta i harmoniosa musculatura del cos. Inclina el cap lleugerament cap al costat dret i està realitzada minuciosament modelada fins al més mínim detall amb l'apreciació del sofriment. Els ulls es troben profundament enfonsats, la boca entreoberta com al moment de l'última exhalació.
Però aquest crucifix de Pàdua, evita completament el realisme exagerat de la Creu "camperola" tallada a la seva joventut a Florència. Va crear, en aquesta de bronze, una figura atemporal, que respecta, a diferència del crucifix de Florència, els cànons clàssics de l'escultura antiga.